# Arroyo Malo (Río Tacuarí)
Der Arroyo Malo ist ein im Osten Uruguays gelegener Fluss.
Der zum Einzugsgebiet der Laguna Merín zählende Arroyo Malo entspringt in der Cuchilla de Mangrullo und führt anschließend durch das Gebiet des Departamento Cerro Largo. Er mündet schließlich nach etwa 85 Kilometern zurückgelegter Wegstrecke in den Río Tacuarí.
→ Siehe auch: Liste der Flüsse in Uruguay